# Пак Че Лок
Пак Че Лок, другие варианты — Пак Че-Лок, Пак Челок (1 мая 1914 года, деревня Хактудон, Никольск-Уссурийский уезд, Приморская область, Приамурский край, Российская империя — ноябрь 1977 года, Вахшский район, Курган-Тюбинская область, Таджикская ССР) — председатель колхоза имени Микояна Нижне-Чирчикского района Ташкентской области, Узбекская ССР. Герой Социалистического Труда (1950).

## Биография
Родился в 1914 году в крестьянской семье в деревне Хактудок Никольск-Уссурийского уезда Приморской области.
В 1936 году окончил 2-й курс Ленинградского института инженеров железнодорожного транспорта. С марта 1937 года — бухгалтер Управления местной промышленности Спасского района Приморской области.
Осенью 1937 года депортирован на спецпоселение в Нижне-Чирчикский район Ташкентской области, Узбекская ССР. Трудился техником районного отделения Наркомхоза Узбекской ССР (1937), преподавателем средней школы в Солдатском (1938), техником-строителем районного земельного отдела (1938—1939), завхозом колхоза имени Будённого Нижне-Чирчикского района (1939—1941), техником районного коммунального хозяйства (1941), завхозом колхоза «Путь к коммунизму» Нижне-Чирчикского района (1941—1943), завхозом колхоза имени Ворошилова Нижне-Чирчикского района (1943—1944).
В 1944 году избран председателем колхоза «Трудовик» Нижне-Чирчикского района. В 1948 года трудился прорабом на строительстве ГЭС колхоза «Путь к коммунизму», Ташкентского канала, Фархадской и Бозсуйской ГЭС. В 1945 году вступил в ВКП(б).
В 1948 году избран председателем колхоза имени Микояна Нижне-Чирчикского района. За короткое время вывел колхоз в число передовых сельскохозяйственных предприятий Ташкентской области. В 1949 году колхоз сдал государству в среднем по 77 центнеров зеленцового стебля кенафа с площади 43 гектара. Указом Президиума Верховного Совета СССР от 13 июня 1950 года «за получение высоких урожаев риса, хлопка и зеленцового стебля кенафа на поливных землях при выполнении колхозами обязательных поставок и контрактации по всем видам сельскохозяйственной продукции, натуроплаты за работу МТС в 1949 году и обеспеченности семенами всех культур в размере полной потребности для весеннего сева 1950 года» удостоен звания Героя Социалистического Труда с вручением ордена Ленина и золотой медали «Серп и Молот».
Руководил колхозом имени Микояна до 1953 года. В 1954 году назначен директором совхоза «Сырдарьинский» Сырдарьинского района Ташкентской области. В 1956 году возвратился в Нижне-Чирчикский район, где в последующие годы трудился в колхозе имени Свердлова Нижне-Чирчикского района, прорабом базы, председателем треста «Межколхозстройсовет» Аккурганского района.
С 1965 года проживал в Вахшском районе Курган-Тюбинской области Таджикской ССР, где трудился старшим инженером районного отдела капительного строительства, управляющим отделения совхоза «Вахш» (1965—1968), рядовым колхозником колхоза имени Ленина в городе Курган-Тюбе (1968—1970), рядовым колхозником колхоза «Ленинград» Вахшского района (1970—1971), старшим прорабом, начальником планово-технического отдела треста «Ремстройуправление» Вахшского района (1971—1977).
Скончался в ноябре 1977 года.
Награды
- Герой Социалистического Труда
- Орден Ленина
- Почётная грамота Президиума Верховного Совета Узбекской ССР